# Parapenaeopsis
Parapenaeopsis là một chi tôm thuộc họ Penaeidae.

## Các loài
Phân loại theo Catalogue of Life:
- Parapenaeopsis acclivirostris
- Parapenaeopsis arafurica
- Parapenaeopsis aroaensis
- Parapenaeopsis atlantica
- Parapenaeopsis balli
- Parapenaeopsis cornuta
- Parapenaeopsis cultirostris
- Parapenaeopsis gracillima
- Parapenaeopsis hardwickii
- Parapenaeopsis hungerfordi
- Parapenaeopsis incisa
- Parapenaeopsis maxillipedo
- Parapenaeopsis nana
- Parapenaeopsis sculptilis
- Parapenaeopsis sinica
- Parapenaeopsis stylifera
- Parapenaeopsis tenella
- Parapenaeopsis uncta
- Parapenaeopsis venusta